# Kolonie Neuland
De Kolonie Neuland (Spaans: Colonia Neuland) is een in 1947 gestichte Mennonietenkolonie in het departement Boquerón in de regio Chaco in Paraguay. De nederzetting heeft 1.800 inwoners. In de kolonie wordt door een groot deel van de bevolking Plautdietsch gesproken. De mennonitische gemeenschap in Paraguay staat bekend om haar strenge geloofsregels. De gezinnen zijn groot, trouwen buiten de eigen gemeenschap wordt niet geaccepteerd, hoewel de regels de laatste jaren minder streng worden toegepast als voorheen.